# Richard Bedull
 (décembre 2017).
Richard Bedull (fl. 1388) est un homme politique anglais du XIVe siècle. Il est originaire de Reading (Berkshire).

## Carrière
Bedull est maire de Reading de 1379 à 1380. Durant son mandat, il effectue deux voyages à Londres : le premier pour assister à une commission royale, le deuxième pour demander au Parlement d'Angleterre des autorisations spéciales pour les bourgeois de sa ville.
Bedull est élu au Parlement d'Angleterre dans la circonscription de Reading en février 1388.